# أنتوني بومونت
أنتوني بومونت (بالإنجليزية: Antony Beaumont)‏ هو عالم موسيقى بريطاني، ولد في 27 يناير 1949.

## وصلات خارجية
- أنتوني بومونت على موقع ميوزك برينز (الإنجليزية)
- أنتوني بومونت على موقع ديسكوغز (الإنجليزية)